# Niżnia Wielicka Ławka
Niżnia Wielicka Ławka (słow. Nižná Velická lávka, węg. Alsó-Felkai-rés, niem. Untere Felker Bank, 2245 m n.p.m.) – niewielka przełęcz w głównej grani Tatr, położona pomiędzy Małym Wielickim Szczytem (Malý Velický štít, 2301 m) a Zmarzłą Kopą (Zamrznutá kopa, 2255 m). Z przełączki opadają depresje: na południowy zachód, do Wielickiego Kotła oraz na północ, w stronę Kotła pod Polskim Grzebieniem.
Na przełęcz nie prowadzi żaden szlak turystyczny. Taternicy przechodzą przez nią przy pokonywaniu tzw. drogi Martina z Polskiego Grzebienia na Gerlach.

## Historia
Pierwsze znane wejścia:
- August Otto i Pavel Čižák, 12 sierpnia 1897 – letnie,
- Walter Delmár i László Teschler, 1 lutego 1916 – zimowe[3].